# Gendarmerie d’Haïti

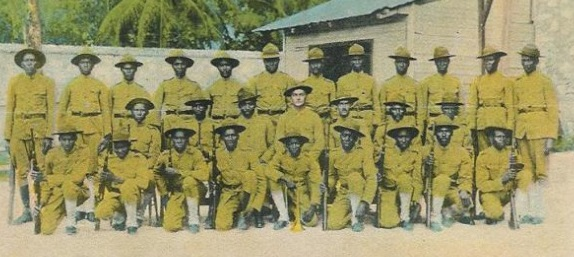
Haitian Gendarmerie

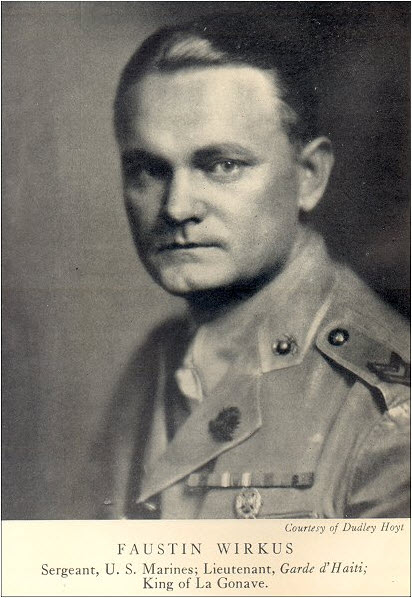
Faustin Wirkus

Die Gendarmerie d´Haïti war eine haitianische Gendarmerie, die im Dezember 1915 während der US-Militärintervention in Haiti vom United States Marine Corps als Kolonialpolizei gegründet wurde. Sie wurde neben rein polizeilichen und Verwaltungsaufgaben hauptsächlich zur Bekämpfung von Aufständischen (so genannten „cacos“) eingesetzt, die sich der Besatzungsherrschaft widersetzten. Erster und bekanntester Gendarmerie-Kommandeur war Major Smedley D. Butler, der in dieser Funktion den Rang eines haitianischen Generalmajors innehielt. 1927 wurde die Truppe in Garde d´Haiti umbenannt, die wiederum als Kern der späteren haitianischen Streitkräfte diente.

## Gründung und Aufbau

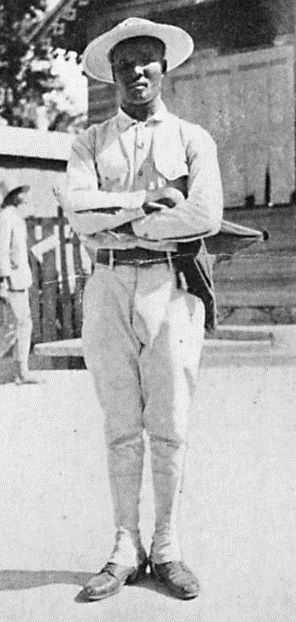
Haitian Gendarme

Gegründet wurde die Gendarmerie im Dezember 1915 als Instrument der von den USA gegründeten Übergangsregierung, da die haitianische Armee und die lokalen Polizeien von der Besatzungsmacht aufgelöst worden waren und  der Polizeidienst lediglich provisorisch durch die Marinesoldaten versehen wurde. Ab Februar 1916 war die Gendarmerie unter Butler einsatzbereit. Butler hatte bereits während der US-Militärintervention in Nicaragua gedient.
Die Offiziere der Gendarmerie wurden bis weit in die 1920er Jahre durch Offiziere, Unteroffiziere und Mannschaftsdienstgrade der Marines und der US Navy gestellt, die für den Zeitraum ihrer Dienstzeit einen weitaus höheren haitianischen Dienstgrad erhielten und zusätzlich zum amerikanischen Sold von der haitianischen Regierung finanziert wurden. Die Mitglieder der Gendarmerie wurden vorzugsweise aus der schwarzen haitianischen Bevölkerung rekrutiert, da die mulattische Oberschicht anfänglich den Dienst aus patriotischen oder sozialen Gründen ablehnte. Die Besoldung der haitianischen Gendarmen betrug zwischen $ 10.00 und $ 25,00 monatlich.
Die Gendarmerie war ein wichtiger Faktor der US-amerikanischen Besatzungsherrschaft. Vor allem entlastete sie das Marine Corps, das sich darauf beschränken konnte, nur noch in den Städten Dienst zu versehen. 1919 wurde eine Spezialeinheit, die „Provisional Company A“, gegründet. Die Kompanie war nicht fest stationiert, sondern operierte im ganzen Staatsgebiet. Sie wurde zeitweise von Hauptmann „Chesty“ Puller geführt; eines ihrer haitianischen Mitglieder, Leutnant Augustin Brunot, war der erste haitianische Gendarmerie-Offizier.

## Stärke, Uniform und Bewaffnung
1927 betrug die Stärke der Truppe 160 Offiziere, 2.533 Gendarmen und 551 Landpolizisten. Selbst zehn Jahre nach der Gründung waren von 160 Gendarmerie-Offizieren lediglich 40 Haitianer.
Die khakifarbene Uniform entsprach dem zeitgenössischen Felddienstanzug des Marine Corps einschließlich Gamaschen und Buschhut ohne die US-amerikanischen Abzeichen. Die Bewaffnung bestand aus dem Krag-Jørgensen-Gewehr.

## Zweiter Caco-Krieg 1918–1920
Während die im Aufbau befindliche Gendarmerie im Ersten Caco-Krieg 1915 noch nicht zum Einsatz gekommen war, spielte sie eine Schlüsselrolle im Zweiten Caco-Krieg 1918–1920, der von haitianischer Seite von Charlemagne Péralte geführt wurde.

## Teilnahme an den Olympischen Spielen 1924
Das haitianische Team bei der Olympiade 1924 in Paris bestand ausschließlich aus Gendarmen und gewann die Bronzemedaille im Freihandschießen.

## Auflösung, Vorbildfunktion für andere Streitkräfte und Konzepte zur Aufstandsbekämpfung

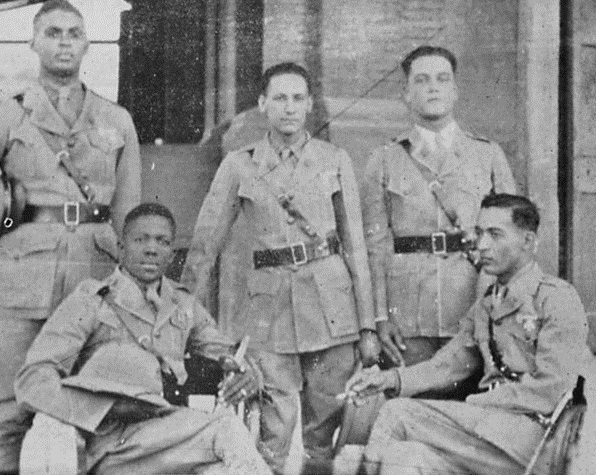
Haitian gendarmerie officers

1927 wurde die Gendarmerie aus politischen Gründen in „Garde d´Haïti“ umbenannt, da der Begriff Gendarmerie als Provokation empfunden wurde. Sie blieb bis zum Abzug der USA 1934 de facto unter US-amerikanischer Kontrolle
In Nicaragua wurde die haitianische Gendarmerie 1927 zum Vorbild für die Guardia Nacional de Nicaragua im Kampf gegen den aufständischen liberalen General Augusto César Sandino, in der Dominikanischen Republik 1916 für die Guardia Nacional Dominicana. Letztere wurde gegen die gavilleros eingesetzt; Aufständische, die von den USA grundsätzlich als Banditen bezeichnet wurden. Die haitianischen Erfahrungen flossen auch in das Small Wars Manual ein, das 1940 in seiner endgültigen Form vom Marine Corps herausgegeben wurde.